# Croick Church

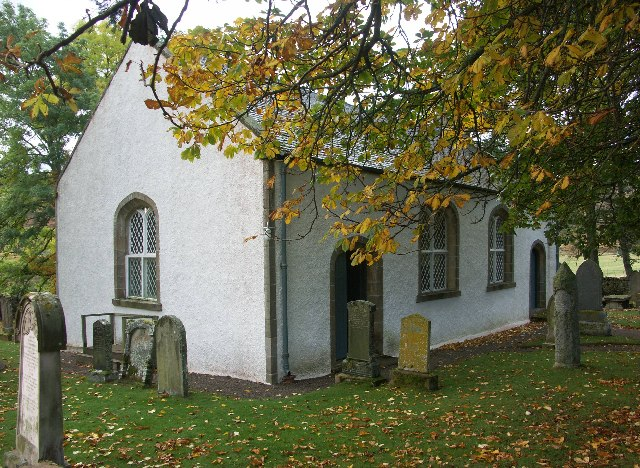
Croick Church

Die Croick Church, auch Croich Church, ist ein Kirchengebäude der presbyterianischen Church of Scotland nahe der schottischen Ortschaft Bonar Bridge in der Council Area Highland. 1971 wurde das Bauwerk in die schottischen Denkmallisten in der höchsten Denkmalkategorie A aufgenommen.

## Geschichte
Die Croick Church wurde 1827 als Pfarrkirche errichtet. Sie entstand als Parliamentary Church im Rahmen eines Regierungsprogramms zum Bau von Kirchen in den Highlands. Für den Entwurf zeichnet der bedeutende Ingenieur Thomas Telford verantwortlich. Die Baukosten beliefen sich auf 1426 £. 1840 folgten mehrere Familien dem Gemeindepfarrer Robert Williamson nach Nova Scotia. Im Zuge des schottischen Kirchenschismas 1843 folgte der Großteil der Gemeinde dem Pfarrer in die abgespaltene Free Church, sodass zunächst nur zwei Familien in der Gemeinde der Church of Scotland verblieben. 1946 verschmolz die Gemeinde mit der Nachbargemeinde Kincardine, wodurch die Croick Church abgestuft wurde.

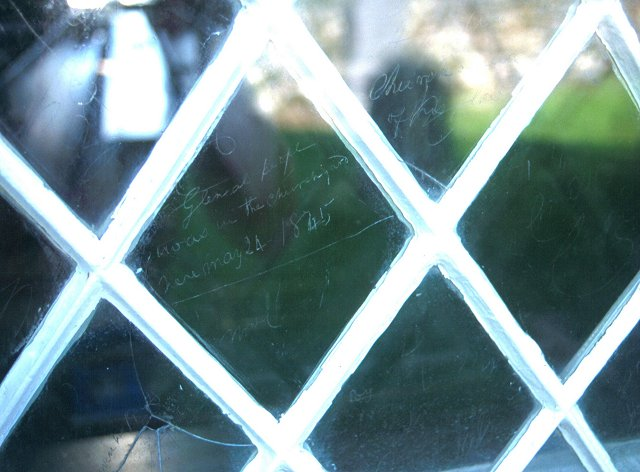
Ritzungen im Fensterglas

Im Zuge der Highland Clearances vertrieb Charles Robertson die Bauern des benachbarten Glencalvie von ihrem Land, um Weideland für seine Schafzucht zu schaffen. Der Vorgang ist hervorragend dokumentiert, da ein Journalist der Times zugegen war. Ungleich vieler Vertreibungen bot der Eigentümer den Bewohnern keine Crofting-Möglichkeiten anderenorts an. Nachdem die rund 90 Personen aus 18 Familien keine neue Bleibe finden konnten, lagerten sie eine Zeitlang auf dem Friedhof der Croick Church und überwinterten dort in Notverschlägen. Hieran erinnern heute in die Fenstergläser geritzte Botschaften. Wer diese in das Glas ritzte, ist unbekannt. Vermutlich waren es nicht die Betroffenen selbst, da diese ausschließlich Gälisch sprachen, die Ritzungen jedoch in Englisch verfasst sind.

## Beschreibung
Die Croick Church steht in dem Weiler Croick am linken Ufer des Black Water. Die nordexponierte Hauptfassade des T-förmigen Gebäudes ist vier Achsen weit. Auf den Zentralachsen sind Segmentbogenfenster eingelassen, auf den Außenachsen segmentbogige Türen. An den Giebelseiten sowie der rückwärtigen Fassade sind die Fenster analog ausgestaltet. Die Fassaden der Croick Church sind mit Harl verputzt, wobei Natursteineinfassungen abgesetzt sind. Auf dem Westgiebel sitzt ein kleiner Dachreiter mit offenem Geläut, der in einem kurzen, spitzen Helm ausläuft.